# 진주 동산리 동안
진주 동산리 동안은 대한민국 경상남도 진주시 경상국립대학교에 있는 조선시대의 동안이다. 2012년 7월 26일 경상남도의 유형문화재 제521호로 지정되었다.

## 개요
이 자료들은 가좌리 지역 유림들이 임란 직후인 1606년부터 1732년까지 실시한 동계 관련 자료로 마을 앞 자연석 바위 속에 보관되어 있었다. 일부 가문에서 높은 절벽 중간에 구멍을 뚫어 문헌과 족보를 보관한 사례는 여러 곳에서 발견되지만, 가좌리처럼 바위 속에 보관한 사례는 전국적으로 알려져 있지 않다.
바위 속에 보관된 자료 중 동안 5책은 重修舊洞案(1779), 洞案(1797), 經任洞案(1913), 重修舊洞案(1924), 重修舊洞案(1924)으로 조선시대 향촌사회를 운영하던 질서와 사회상을 잘 알 수 있는 중요한 자료이며, 현재까지 계회(이안계)가 이어지고 있어 자료로서의 가치가 매우 높다.

## 참고 문헌
- 진주 동산리 동안 - 국가유산청 국가유산포털